# 塔爾納夫卡 (喬爾特基夫區)
48°54′38″N 26°0′10″E / 48.91056°N 26.00278°E
塔爾納夫卡（烏克蘭語：Тарнавка）是位於烏克蘭西部泰爾諾皮爾州裏喬爾特基夫區的村莊，處於尼奇拉瓦河畔，面積0.24平方公里，2007年人口325。